# Witajcie w Ciężkich Czasach (powieść)
Witajcie w Ciężkich Czasach (ang. Welcome to Hard Times) – powieść typu western E.L. Doctorowa z 1960 roku.

## Treść
Akcja toczy się w II poł. XIX wieku w USA w niewielkim miasteczku położonym na równinie na Terytorium Dakoty, niedaleko gór i granicy z Kanadą. Miasteczko nosi nazwę Ciężkie Czasy (Hard Times). Jego historię opisuje w formie kroniki Blue, którego nazywano w miasteczku burmistrzem i który jest jednym z bohaterów historii.  
Pewnego dnia w miasteczku, na którego miejscu powstaną potem Ciężkie Czasy, pojawia się tajemniczy mężczyzna. Mieszkańcy określają go: Zły Człowiek z Bodie. Jest okrutnym bandytą, który bezkarnie morduje, terroryzuje ludzi a wreszcie puszcza z dymem miasto. 
Blue nie stawia mu oporu, tchórzy w najważniejszym momencie. Potem, by niejako odkupić swoją winę, na miejscu spalonego przez Złego Człowieka miasta postanawia wznieść nowe - tytułowe Ciężkie Czasy. Gdy mu się to udaje, a miejsce zaczyna rozkwitać dzięki pogłoskom o odnalezieniu żyły złota w pobliskich górach, znów jednak pojawia się Zły Człowiek z Bodie.
Tym razem burmistrz decyduje się stawić mu czoła. 
Na podstawie książki w 1967 r. Burt Kennedy nakręcił western pod tym samym tytułem. 